# Цілий Василь Павлович
Васи́ль Па́влович Ці́лий (* 12 лютого 1939) — український поет. Член Національної спілки письменників України.

## Біографічні відомості
Василь Павлович Цілий народився 12 лютого 1939 року в селі Поділля Баришівського району Київської області.
Закінчив Кам'янець-Подільський педагогічний інститут (нині Кам'янець-Подільський національний університет).
Автор книжок для дорослих:
- «Літепло»,
- «Зажинки»,
- «Вишнева мелодія»,
- «Від імені батька»,
- «Відталий голос»,
- «Зойк».

Для дітей видав збірки:
- «Кіт угадує погоду»,
- «Михайликове літо»,
- «М'яч і метелики».